# Vrije Basisschool Capucienen Ieper
Vrije Basisschool Capucienen Ieper of VBS Capucienen is een basisschool in Ieper. De lessen tot en met het eerste leerjaar worden gegeven op Capucienenstraat 46, de overige op Nachtegaallaan 1, op tweehonderd meter afstand hemelsbreed. Daar zijn ook bestuur en administratie gevestigd en er liggen sportvelden. Anno 2021 telde de school 511 leerlingen, waarmee het de grootste basisschool van Ieper was.
VBS Capucienen is een van de acht scholen die sinds 1967 gezamenlijk bestuurd worden door Centrumscholen Dekenij Ieper, met  vzw CDI als inrichtende macht. De acht vormen sinds 2004 een scholengemeenschap.
Het schoolgebouw aan de Capucienenstraat is in de jaren 1920 opgetrokken als Mariaschool, een wijkschool van de Zusters van het Geloof voor meisjes. Het bouwwerk werd in 2009 aangewezen als bouwkundig erfgoed.
Naast de school staan de Onze-Lieve-Vrouw Middelareskerk en het Kapucijnenklooster, eveneens monumenten uit de jaren 20. Deze drie voorzieningen waren belangrijk voor de ontwikkeling van de Tuinwijk N.M.B.S. Het artikel over de kerk geeft hier meer informatie over.
Voor een renovatie van de vestiging aan de Capucienenstraat kwam in 2021 geld vrij dat in 2009 aangevraagd was. Het ging om een verbouwing, de vervanging van de bouwvallige refter en het sanitair, gedeeltelijke overdekking van de speelplaats en uitbreiding van de dakverdieping van een bijgebouw. Anno 2024 is deze minstens deels gerealiseerd.